# Japonsko na Zimních olympijských hrách 1992
Japonsko na Zimních olympijských hrách 1992 reprezentovalo 60 sportovců (40 mužů a 20 žen) v 11 sportech.

## Medailisté
| Medaile | Jméno                                                               | Sport              | Disciplína                               |
| ------- | ------------------------------------------------------------------- | ------------------ | ---------------------------------------- |
| Zlato   | Reiichi Mikata Takanori Kono Kenji Ogiwara                          | Severská kombinace | Družstvo mužů (střední můstek + 3x10 km) |
| Stříbro | Midori Itoová                                                       | Krasobruslení      | Ženy jednotlivci                         |
| Stříbro | Tošijuki Kuroiwa                                                    | Rychlobruslení     | Muži 500 m                               |
| Bronz   | Yuichi Akasaka Tatsuyoshi Ishihara Toshinobu Kawai Tsutomu Kawasaki | Short track        | Muži štafeta 5 000 m                     |
| Bronz   | Džun’iči Inoue                                                      | Rychlobruslení     | Muži 500 m                               |
| Bronz   | Jukinori Mijabe                                                     | Rychlobruslení     | Muži 1 000 m                             |
| Bronz   | Seiko Hašimotová                                                    | Rychlobruslení     | Ženy 1 500 m                             |